# Campionati del mondo di mountain bike 2012 - Trial Uomini Junior 20"
La Trial Uomini Junior 20" dei Campionati del mondo di mountain bike 2012 si è svolta il 6 settembre 2012 a Saalfelden, in Austria. La gara è stata vinta dallo tedesco Raphael Pils.

## Classifica
| Pos. | Corridore          | Squadra  | Penalità |
| ---- | ------------------ | -------- | -------- |
| 1    | Raphael Pils       | Germania | 15 p.ti  |
| 2    | Maxime Muffat      | Francia  | 28 p.ti  |
| 3    | Lucien Leiser      | Svizzera | 31 p.ti  |
| 4    | David Bonzon       | Svizzera | 40 p.ti  |
| 5    | Bernat Seuba       | Spagna   | 41 p.ti  |
| 6    | Eloi Paré Caballé  | Spagna   | 53 p.ti  |
| 7    | Lucas Krell        | Germania | 55 p.ti  |
| 8    | Alessandro Bertola | Italia   | 56 p.ti  |